# 2016年全米オープン (テニス)
2016年 全米オープン（2016ねんぜんべいオープン、英語: US Open 2016）は、アメリカ・ニューヨークにある「USTAビリー・ジーン・キング・ナショナル・テニスセンター」にて、2016年8月29日から9月11日にかけて開催された。今大会はリオデジャネイロパラリンピックの関係から、車いすの部は実施しない。

## ポイントと賞金総額

### ポイント配分

#### シニア
| 種目           | W    | F    | SF  | QF  | 4回戦 | 3回戦 | 2回戦 | 1回戦 | Q   | Q3  | Q2  | Q1  |
| 男子シングルス | 2000 | 1200 | 720 | 360 | 180   | 90    | 45    | 10    | 25  | 16  | 8   | 0   |
| 男子ダブルス   | 2000 | 1200 | 720 | 360 | 180   | 90    | 0     | N/A   | N/A | N/A | N/A | N/A |
| 女子シングルス | 2000 | 1300 | 780 | 430 | 240   | 130   | 70    | 10    | 40  | 30  | 20  | 2   |
| 女子ダブルス   | 2000 | 1300 | 780 | 430 | 240   | 130   | 10    | N/A   | N/A | N/A | N/A | N/A |

#### ジュニア
| 種目           | W   | F   | SF  | QF  | 2回戦 | 1回戦 | Q   | Q3  |
| 男子シングルス | 375 | 270 | 180 | 120 | 75    | 30    | 25  | 20  |
| 女子シングルス | 375 | 270 | 180 | 120 | 75    | 30    | 25  | 20  |
| 男子ダブルス   | 270 | 180 | 120 | 75  | 45    | N/A   | N/A | N/A |
| 女子ダブルス   | 270 | 180 | 120 | 75  | 45    | N/A   | N/A | N/A |

### 賞金総額
今大会の賞金総額は4630万ドルであり、シングルスの優勝者には350万ドルが授与される。
| Event        | W          | F          | SF       | QF       | Round of 16 | Round of 32 | Round of 64 | Round of 128 | Q3      | Q2      | Q1     |
| シングルス   | $3,500,000 | $1,750,000 | $875,000 | $450,000 | $235,000    | $140,000    | $77,188     | $43,313      | $16,350 | $10,900 | $5,606 |
| 男女ダブルス | $625,000   | $310,000   | $150,000 | $75,000  | $40,000     | $24,500     | $15,141     | N/A          | N/A     | N/A     | N/A    |
| 混合ダブルス | $150,000   | $70,000    | $30,000  | $15,000  | $10,000     | $5,000      | N/A         | N/A          | N/A     | N/A     | N/A    |

またエミレーツ全米オープンシリーズの上位3名にはボーナスチャレンジの権利が与えられる。男子では1位の錦織圭が準決勝敗退により25万ドルを獲得。女子はアグニエシュカ・ラドワンスカが4回戦敗退で7万ドル獲得にとどまった。

## 種目

### シニア

#### 男子シングルス
- スタン・ワウリンカ def.  ノバク・ジョコビッチ, 6–7(1–7), 6–4, 7–5, 6–3

ワウリンカは初優勝である。2014年全豪オープン、2015年全仏オープンに続く4大大会3勝目を挙げた。

#### 女子シングルス
- アンゲリク・ケルバー  d.  カロリナ・プリスコバ, 6–3, 4–6, 6–4

ケルバーが全豪に続きグランドスラム2勝目を挙げ、大会終了後に初の世界ランキング1位になった。セリーナ・ウィリアムズは準決勝でプリスコバに敗れ2年連続で決勝進出を逃し、186週連続で在位した世界ランキング1位の座を明け渡した。

#### 混合ダブルス
- ラウラ・シグムント /  マテ・パビッチ def.  ココ・バンダウェイ /  ラジーブ・ラム, 6–4, 6–4

## 放送
アメリカでは2年連続でESPNで放送。一部ではESPN2や11のコートではESPN3で米国内のみでかつプロバイダ加入者限定で配信されている。
アメリカ以外では世界200カ国・地域にて放送。ヨーロッパではユーロスポーツ、日本ではWOWOWで放送された。